# Ride the Lightning (canción)
«Ride the Lightning» (en español: «Montar el relámpago») es la segunda canción del álbum de estudio homónimo del grupo musical estadounidense de thrash metal Metallica. Su duración es de 6:37. Esta canción es una de las dos canciones del álbum que tiene créditos del exguitarrista Dave Mustaine. La canción también se usó en Rock Band y Guitar Hero. El nombre de la canción fue idea del guitarrista Kirk Hammett. Cuando él estaba leyendo "La danza de la muerte" ('The Stand') de Stephen King, a él le llamó la atención una parte en donde el sentenciado a muerte decía que quería "cabalgar un rayo". Él pensó que esa oración sería un excelente nombre para una canción, por lo que le propuso la idea a James y este aceptó.

## Letra
La letra narra en primera persona la historia de un hombre condenado a morir en la silla eléctrica.
El polémico verso que dice «Who made you God to say I'll take your life from you?» (en castellano: «¿Quién te convirtió en Dios para decir Te quitaré la vida?») declara que nadie merece la muerte sin importar las circunstancias del mal que haya cometido. El coro de la canción relata lo que siente el hombre al morir en la silla eléctrica. La portada del álbum homónimo representa esta canción.

## Acorde especial
Esta canción es de las pocas canciones en los que se utiliza el «acorde de la araña» («spider chord»), creado por Dave Mustaine; las otras 4 obras musicales con esta técnica son «Set the World Afire», «Sleepwalker», «Holy Wars... The Punishment Due» y «Wake Up Dead» del grupo musical estadounidense Megadeth.

## Créditos
- James Hetfield: Voz y guitarra rítmica.
- Kirk Hammett: Guitarra líder.
- Cliff Burton: Bajo eléctrico y coros.
- Lars Ulrich: Batería, percusión y coros.